# SN 2003hm
SN 2003hm – supernowa typu Ia odkryta 20 sierpnia 2003 roku w galaktyce UGC 2295. W momencie odkrycia miała maksymalną jasność 17,70m.